# Национальная галерея искусств (Гондурас)
Национальная галерея искусств Гондураса (исп. Galeria Nacional de Arte — Museo de Bellas Artes) — государственная художественная галерея в городе Тегусигальпа (Гондурас), открытая в июле 1996 года; управляется художественным фондом «Fundación Pro Arte y Cultura» (Fundarte); в июне 2013 года открыла отделение в городе Комаягуа, а в июле 2015 года переехала в город Сан-Педро-Сула; проводит временные выставки как классического, так и современного регионального искусства.

## История и описание
Национальная галерея искусств Гондураса была открыта 31 июля 1996 года в городе Тегусигальпа — инициатором создания музея выступил художественный фонд «Pro Arte y Cultura», более известный по своему сокращённому названию «Fundarte». Поддержку музею на этапе его формирования оказали Родольфо Пастор Фаскель и коллекционер Ивонна Сент-Сигенс. Музей поставил себе задачу стать «хранилищем национального художественного наследия»; его целью является и «укрепление национальной самобытности и формирования гражданского общества» посредством художественного образования населения.
В июне 2013 года галерея переехала: её штаб-квартира была открыта в городе Комаягуа. Местом размещения офиса стало колониальное здание «Caxa Real», построенное в период с 1739 по 1741 год по проекту Балтазара Марадиага; его главный вход украшен панно с надписью-посвящением королю Испании Филиппу V, его второй супруге Изабелле Фарнезе (Елизавете Пармской), королевским офицерам, фельдмаршалу Королевских армий, а также и губернатору провинции, подполковнику Франсиско де Парга. В 1809 году землетрясение нанесло серьезный ущерб всему строению, в котором размещалась резиденция местного правительства; в 1840 году оно было практически полностью уничтожено пожаром. В начале 2013 года здание было отремонтировано и перестроено под музейные нужды — и открыто для публики.
В 2013 году залы музея приняли 20 000 человек, из которых 5000 посещений было спонсировано местными благотворительными организациями, работающими с инвалидами и бедными семьями страны. Но уже в марте 2015 года произошло закрытие галереи в Комаягуа. И 16 июля 2015 года в городе Сан-Педро-Сула было открыто новое музейное помещение для национальной галереи. При новом открытии особое внимание было уделено коллекции произведений современного художника Мигеля Анхеля Руиса Матуте (род. 1928) — его наследию был посвящён отдельный зал. 26 ноября 2016 года в Тегусигальпе было открыто отделение музея «Tres Salas Tres Generaciones», а 26 октября 2017 года при филиале появился и сад скульптур.